# Wilhelm Maria Putchler
Wilhelm Maria Putchler (Holzkirchen (Baixa Francònia), 24 de desembre de 1848 - Niça, Costa Blava, 11 de febrer de 1881) fou un compositor musical alemany del Romanticisme.
Els seus pares l'havien destinat a la carrera eclesiàstica, però la seva vocació era la música. Ingressà en el conservatori de Stuttgart, on tingué per professors a Faisst, Lebert i Stark, i més tard s'establí a Göttingen, on s'entregà amb cos i ànima a l'ensenyança de la música i a la composició; a més, fou director d'orquestra d'aquella ciutat.
La majoria de les seves obres estan escrites per a concertistes de piano; també és de Putchler l'obra coral Der Geiger von Gmünd, que fou executada a Cannstadt el 1881, com a homenatge en la seva mort.